# Timuçin Çuğ
Timuçin Çuğ (* 14. September 1951 in Ankara) ist ein ehemaliger türkischer Fußballspieler. Er spielte einen Großteil seiner Karriere für Adanaspor und war während dieser Zeit an der Vizemeisterschaft der Erstligasaison 1980/81 beteiligt, dem größten Erfolg der Klubhistorie. Er spielte zwei Spielzeiten für Fenerbahçe Istanbul und war während dieser Zeit an einigen wichtigen Erfolgen der Vereinsgeschichte beteiligt. So war er Teil jener Fenerbahçe-Mannschaft, die in der Saison 1973/74 mit dem Gewinn der türkischen Meisterschaft und des türkischen Pokals zum zweiten Mal in der Vereinsgeschichte das türkische Double holen konnte.

## Spielerkarriere

### Verein
Die Anfänge von Çuğs Karriere sind unvollständig dokumentiert. Nach der ersten belegten Quelle spielte er Mitte der 1960er Jahre für den türkischen Amateurverein Karabükspor und wechselte in der Sommertransferperiode 1967 gegen eine Ablösesumme von 15.000 Türkischen Lira zum Erstligisten Ankara Demirspor. Andere Quellen deuten an, dass er seine Fußballkarriere in Kayseri startete. Bei Demirspor eroberte er schnell einen Stammplatz und beendete seine erste Saison mit 26 Liga- und vier Pokaleinsätzen. Çuğ spielte bis zum Sommer 1973 für die Hauptstädter und bewahrte bis auf die letzte Saison seinen Stammplatz. In dieser Zeit schaffte er es erst zum türkischen U-18- und anschließend zum U-21-Nationalspieler. Im Sommer 1972 stieg er mit Demirspor in die Türkiye 2. Futbol Ligi, die damalige zwei türkische Liga, ab und spielte in dieser Liga ein Jahr lang.
Am Anfang der Sommertransferperiode 1972 wurde Çuğ zusammen mit Reşit Kaynak vom Ligarivalen Adanaspor von einigen Vereinsfunktionären Fenerbahçe Istanbuls "entführt". Diese damals im türkischen Fußball gängige Praxis passierte mit der Zustimmung der Spieler und hatte den Zweck, eine Verpflichtung des Spielers durch konkurrierende Verein zu verhindern. Nachdem Çuğ sich mit Fenerbahçe geeinigt hatte, begannen die Vereine untereinander zu verhandeln. Beide Vereine konnten sich zunächst nicht einigen und so willigte Demirspor dem Transferangebot vom Ligarivalen Bursaspor über 450.00 Türkische Lira und zusätzlich dem Torhüter Mithat Önal ein. Obwohl Çuğ mit Bursaspor einen Vorvertrag unterschrieben hatte, schaltete sich etwa eine Woche später Fenerbahçe wieder in die Transferverhandlungen ein und verpflichtete Çuğ gegen eine Ablösesumme von 325.000 Lira und zwei Nachwuchsspieler. Ein paar Tage später steigerte Fenerbahçe die Ablösesumme auf 400.000 Lira und zwei Nachwuchsspieler. Bei seinem neuen Verein wurde Çuğ vom brasilianischen Trainer Valdir Pereira regelmäßig eingesetzt und war mit 33 Pflichtspieleinsätzen der Abwehrspieler seiner Mannschaft mit den meisten Einsätzen. Sein Verein beendete die Saison hinter dem Erzrivalen Galatasaray Istanbul als Vizemeister, konnte aber mit dem Siegen im Präsidenten-Pokal und im Premierminister-Pokal die Saison mit zwei Titeln abschließen. In die Saison 1973/74 er mit seiner Mannschaft mit dem Titelgewinn des  vorsaisonal gespielten TSYD-Istanbul-Pokals starten. Am Saisonende holte er mit seinem Team die türkische Meisterschaft und zusätzlich den Türkischen Pokal. Dadurch gehörte Çuğ zu jenem Kader Fenerbahçes, die das zweite türkische Double der Vereinsgeschichte holen konnte. Çuğ absolvierte in dieser Saison 37 Pflichtspiele. 
Nachdem Çuğ am Vorbereitungscamp für die Saison 1974/75 teilgenommen hatte, wechselte er noch vor dem Saisonstart gegen eine Ablösesumme von 400.000 Lira zum Ligarivalen Adanaspor. Bei diesem Verein gehörte er von Beginn an zu den wichtigen Leistungsträgern und absolvierte in seiner neunjährigen Tätigkeit nahezu jede Saison um 30 Ligaspiele. Bereits in seinen ersten beiden Spielzeiten erzielte er mit seinem Team den 4. Tabellenplatz und damit die beste Erstligaplatzierung der Vereinsgeschichte. Nachdem er in der Saison 1976/77 mit Adanaspor den Klassenerhalt erst am letzten Spieltag erreichte, beendete er mit seinem Team die Saison 1977/78 wieder als Tabellenvierter und wiederholte damit die bis dato beste Erstligaplatzierung. Durch diese Platzierung qualifizierte sich seine Mannschaft auch für den UEFA-Pokal. In der Saison 1980/81 avancierte sein Verein zur Überraschungsmannschaft der Saison und spielte lange Zeit um die Meisterschaft mit, fiel aber gegen Saisonende von der Tabellenspitze ab und beendete die Saison als Vizemeister. Damit wurde die beste Erstligaplatzierung der Vereinsgeschichte erreicht. In diese Saison 1982/83 startete Çuğ mit drei Ligaeinsätzen und kam dann anschließend bis zur Winterpause zu keinem Spieleinsatz mehr. Daraufhin dachte er zum Jahresende 1982 daran, seine Karriere zu beenden und versuchte auch ein Abschiedsspiel zu organisieren. Am Saisonende setzte er aber seine Karriere weiter fort und wechselte zum Istanbuler Zweitligisten Galata SK. Für diesen Verein spielte er eine Spielzeit lang. In die Saison 1984/85 startete er zwar ebenso bei Galata, jedoch wechselte er im Dezember 1984 zu seinem vorherigen und in der Zwischenzeit in die 2. Lig abgestiegenen Verein Adanaspor. Hier beendete er im Sommer 1985 seine Karriere.

### Nationalmannschaft
Çuğs Nationalmannschaftskarriere begann im März 1970 mit einem Einsatz für die türkische U-18-Nationalmannschaft. 
Im gleichen Jahr debütierte er auch für die türkische U-21-Nationalmannschaft. Bei einigen dieser Einsätze war Çuğ deutlich über 21 Jahre alt.
1973 wurde er im Rahmen eines Qualifikationsspiels der Weltmeisterschaft 1974 gegen die Schweizer Nationalmannschaft vom Nationaltrainer Coşkun Özarı zum ersten Mal und für das Aufgebot der türkischen Nationalmannschaft nominiert und absolvierte in dieser Partie sein einziges A-Länderspiel.
Insgesamt absolvierte er ein U-18-, sieben U-21- und ein A-Länderspiel.

## Trainerkarriere
Zur Saison 1987/88 wurde Çuğ bei seinem früheren Verein Fenerbahçe Istanbul als Co-Trainer eingestellt und assistierte zusammen mit Ali Fuat Demircioğlu dem als Cheftrainer tätigen Yılmaz Yücetürk. Nachdem dieser nach der 0:4-Heimniederlage gegen Eskişehirspor seinen Rücktritt bekannt gab, verließ auch Çuğ Fenerbahçe. Nach seinem Abschied von Fenerbahçe übernahm Çuğ den Istanbuler Drittligisten Anadolu Hisari İdman Yurdu als Cheftrainer.
Zur Saison 1990/91 übernahm er beim neuen Erstligisten Bakırköyspor den Posten des Co-Trainers und assistierte Erdem Tuğal. Nach einer Saison bei Bakırköyspor folgte Çuğ Tuğal zum Ligarivalen und dem damals finanzielle gut aufgestellten Malatyaspor.
Nach seiner Asisstenztrainertätigket bei Malatyaspor begann Çuğ als Cheftrainer zu arbeiten und betreute u. a. die Drittligisten Sivasspor, Edremit Belediyespor, Elazığspor, Beykozspor und Maltepespor.
1998 arbeitete er für Fenerbahçe Istanbul als Scout und beobachtete für den Verein u. a. den brasilianischen Youngster Dodô. Im gleichen Jahr übernahm er im September den Istanbuler Amateurverein Yıldırım Bosnaspor und trainierte diesen dann bis zum Januar 1999.
Nach Yıldırım Bosnaspor arbeitete er wieder als Cheftrainer und war in dieser Funktion bei diversen Vereinen der unteren türkischen Profiligen und auch bei einigen Amateurvereinen aktiv. Mit größeren Abständen arbeitete er auch immer wieder als Nachwuchstrainer für Fenerbahçe Istanbul.

## Erfolge
Mit Fenerbahçe Istanbul
- Türkischer Meister: 1973/74
- Türkischer Vizemeister: 1972/73
- Türkischer Pokalsieger: 1973/74
- Präsidenten-Pokalsieger: 1972/73
- Premierminister-Pokal: 1972/73
- TSYD-Istanbul-Pokalsieger: 1973/74

Mit Adanaspor
- Vizemeister der Süper Lig: 1980/81
- Tabellenvierter der Süper Lig: 1974/75, 1975/76, 1977/78

## Trivia
- 1973 heiratete Çuğ Tomri Uralgil, die Tochter seines Co-Trainers İlhan Uralgil.[19]